# Dream Hunter REM
Dream Hunter Rem (ドリームハンター麗夢, Dorīmu Hantā Remu) es una serie anime OVA que fue lanzada al mercado de 1985 a 1992. Rem Ayanokōji es una cazadora de sueños, capaz de entrar en los sueños de la gente y luchar contra los demonios que causan sus pesadillas. Las historias de la serie son basadas en lo sobrenatural y el horror, con escenas de acción y misterio.
El primer episodio había sido originalmente lanzado como una OVA hentai que contenía un gran número de escenas pornográficas. Debido a la alta popularidad, el equipo de producción decidió lanzar videos subsequentes para el mercado de anime regular. El primer video fue luego relanzado como "Version Especial", con las escenas pornográficas eliminadas y un nuevo episodio adicional.

## Episodios
1. Dream Hunter Rem (Orange Video House, 10-Jun-1985)
2. Dream Hunter Rem Versión especial (Orange Video House, 5-12-1985)
3. Dream Hunter Rem II: Seibishin Jogakuen no Yōmu (King Records/Sai Enterprise, 5-7-1986)
4. Dream Hunter Rem III: Yumegakushi, Kubinashi Musha Densetsu (King Records/Sai Enterprise, 5-2-1987)
5. New Dream Hunter Rem: Yume no Kishi-tachi (Meldac, 16-12-1990)
6. New Dream Hunter Rem: Masacre en el laberinto fantasmagórico (Cyclone, 21-8-1992)